# Pawło Iwanczow
Pawło Heorhijowycz Iwanczow, ukr. Павло Георгійович Іванчов, ros. Павел Георгиевич Иванчов, Pawieł Gieorgijewicz Iwanczow (ur. 29 marca 1951 w obwodzie zakarpackim, Ukraińska SRR) – ukraiński trener piłkarski.

## Kariera trenerska
W sezonie 1997/98 trenował amatorski zespół Berkut Bedewla, a w sezonie 1999/2000 drugoligowy FK Kałusz. Od lipca 2004 do czerwca 2005 roku prowadził Weres Równe. Potem trenował amatorskie zespoły w obwodzie zakarpackim.